# فيل غريفيثز
فيل غريفيثز (بالإنجليزية: Phil Griffiths)‏ (25 أكتوبر 1905 في المملكة المتحدة - 14 مايو 1978 في المملكة المتحدة) هو لاعب كرة قدم بريطاني (وحمل سابقاً جنسية المملكة المتحدة لبريطانيا العظمى وأيرلندا) في مركز الوسط. شارك مع منتخب ويلز لكرة القدم. أما مع النوادي، فقد لعب مع بورت فايل وكارديف سيتي ونادي إيفرتون ووست بروميتش ألبيون ونادي فوكستون.